# Championnat de France de football gaélique 2011
 (juillet 2025).
Si vous disposez d'ouvrages ou d'articles de référence ou si vous connaissez des sites web de qualité traitant du thème abordé ici, merci de compléter l'article en donnant les références utiles à sa vérifiabilité et en les liant à la section « Notes et références ».
Navigation
Édition précédente Édition suivante
Le championnat de France de football gaélique 2011 se déroule du 25 septembre 2010 au 4 juin 2011.
Il est marqué par un remaniement de la compétition, le championnat étant désormais scindé en deux conférences.
Le Championnat de Bretagne et la conférence "Est" comprenant les équipes situées hors de Bretagne ainsi que les îles anglo-normandes.

## Les clubs engagés dans la compétition

### Championnat de Bretagne
| GF Bro-Leon Brest | Gwenrann FG Guérande | EG Haute-Bretagne Liffré | NEC Football Gaélique Nantes | Rennes Ar Gwazi Gouez | GF Bro Sant-Brieg St-Brieuc | Dogues GFC St-Malo | Gwened Vannes FG |

### Conférence Est
| Dragons Eire'Lempdais Clermont-Ferrand | Guernsey Gaels | Jersey Irish | Lugdunum CLG Lyon | Niort Gaels | Paris Gaels | Paris Gaels Lutetia | Tolosa Gaels |

## Le déroulement de la compétition

### Championnat de Bretagne
La saison démarre avec les huit équipes qui ont terminé le Championnat de Bretagne la saison dernière. St-Brieuc dispute la compétition sous son nom puisque le GF Bro Dreger est mis en sommeil pour cette année. 
Une nouveauté apparaît cette saison : pour alléger l'organisation pour les clubs disposant d'infrastructures limitées, deux journées (le 2e et la 4e) sont scindées en deux tournois. Chacun d'entre eux accueillent la moitié des équipes engagées. Les clubs se retrouvent ensemble sur trois tournois (Guérande, Vannes et Liffré).
|              | Date       | Tournoi   |
| ------------ | ---------- | --------- |
| 1re journée  | 25/09/2010 | Guérande  |
| 2nde journée | 16/10/2010 | Brest     |
| 2nde journée | 16/10/2010 | St-Malo   |
| 3e journée   | 20/03/2011 | Vannes    |
| 4e journée   | 09/04/2011 | St-Brieuc |
| 4e journée   | 09/04/2011 | Nantes    |
| 5e journée   | 28/05/2011 | Liffré    |

|           | GUE | BRE | SMA | VAN | SBR | NAN | LIF | TOTAL |
| --------- | --- | --- | --- | --- | --- | --- | --- | ----- |
| Liffré    | 25  | 10  | -   | 25  | -   | 13  | 25  | 98    |
| Nantes    | 9   | -   | 7   | 20  | -   | 10  | 20  | 66    |
| Brest     | 10  | 13  | -   | 13  | 13  | -   | 16  | 65    |
| Guérande  | 16  | 8   | -   | 16  | -   | 8   | 13  | 61    |
| St-Malo   | 20  | -   | 10  | 0   | 10  | -   | 10  | 50    |
| Vannes    | 11  | -   | 8   | 10  | 8   | -   | 11  | 48    |
| St-Brieuc | 13  | 7   | -   | 11  | 7   | -   | 9   | 47    |
| Rennes    | 0   | -   | 13  | 0   | -   | 0   | 0   | 13    |

### Conférence Est
La saison 2011 voit le retour dans le championnat du club des Dragons Eire'Lempdais, basé à Clermont-Ferrand. Notons également la présence du nouveau club des Niort Gaels, fondé cette année.
La conférence Est s'articule autour de trois tournois, à Lyon, Toulouse et Niort.
|              | Date       | Tournoi  |
| ------------ | ---------- | -------- |
| 1re journée  | 12/03/2011 | Lyon     |
| 2nde journée | 16/04/2011 | Toulouse |
| 3e journée   | 14/05/2011 | Niort    |

|             | LYO | TLS | NIO | TOTAL |
| ----------- | --- | --- | --- | ----- |
| Toulouse    | 25  | 25  | 16  | 66    |
| Lyon        | 20  | 20  | 20  | 60    |
| Paris Gaels | 16  | 8   | 25  | 49    |
| Clermont-Fd | 6,5 | 8   | 13  | 27,5  |
| Niort       | 0   | 13  | 11  | 24    |
| Lyon "B"    | 6,5 | -   | -   | 6,5   |

### Îles Anglo-Normandes
Les clubs de Jersey et Guernesey se sont affrontés sur deux matchs afin de connaître le nom du qualifié pour la phase finale se déroulant à Paris.
C'est le club de Guernesey qui est sorti vainqueur de cette double confrontation.

### Phase finale
Le tournoi final désignant le champion de France s'est déroulé à Pantin, le 4 juin 2011. Les équipes qualifiées pour ce tournoi sont les suivantes :
- Liffré et Nantes, les deux premières équipes du championnat de Bretagne (ou conférence Ouest) ;
- Rennes vainqueur de la coupe de Bretagne ;
- Toulouse et Lyon, les deux premières équipes de la conférence est ;
- Guernesey meilleure équipe des îles Anglo-Normandes.

Les équipes de Jersey (invitée) et Paris (organisatrice) ont également participé au tournoi. De son côté, Rennes n'a pas présenté d'équipe.

#### Matches de Poule

##### Poule A
Paris 1-5 (8) - Toulouse 0-6 (6)

Guernesey 2-8 (14) – Paris 2-3 (9)

Toulouse 0-3 (3) – Guernesey 3-5 (14)
Classement :

1. Guernesey : 2 V

2. Paris (invité) : 1 V

3. Toulouse : 0 V

##### Poule B
Lyon 0-2 (2) – Liffré 2-0 (6)

Nantes 1-2 (5) – Jersey 1-7 (10)

Liffré 0-3 (3) – Jersey 3-5 (14)

Nantes 1-6 (9) – Lyon 1-2 (5)

Jersey 2-7 (13) – Lyon 0-4 (4)

Liffré 1-2 (5) – Nantes 0-2 (2)
Classement :

1. Jersey (invité) : 3 V

2. Liffré : 2 V

3. Nantes : 1 V

4. Lyon : 0 V

#### Shield
Les équipes invitées (Paris et Jersey) n'ont pas le droit de disputer les demi-finales et sont donc reversées dans le tournoi shield.

Paris 0-4 (4) – Jersey 3-8 (17)

Jersey 4-8 (20) – Lyon 1-0 (3)

Lyon 3-3 (12) – Paris 4 – 1 (13)

#### Demi-finales
Guernesey 1-10 (13) – Nantes 0-1 (1)

Liffré 0-8 (8) – Toulouse 0-5 (5)

#### Match pour la3eplace
Toulouse 2-3 (9) – Nantes 0-8 (8)

#### Finale
Guernesey 4-9 (21) – Liffré 0-3 (3)

## Classement final du Championnat de France 2011 de Football Gaélique
| Rang | Equipe                  |
| ---- | ----------------------- |
| 1    | Guernsey Gaels          |
| 2    | Liffré                  |
| 3    | Tolosa Gaels (Toulouse) |
| 4    | Nantes                  |
| 5    | Lugdunum CLG (Lyon)     |

Les deux premières équipes du championnat peuvent prendre part à l'édition 2011 de l'Euroligue.